# Alexanderplein (Den Haag)
Het Alexanderplein is een plein in de stad Den Haag, tussen de Javastraat en het Alexanderveld.
Het Alexanderplein ligt in de Archipelbuurt, in het stadsdeel centrum, aan de rand van het voormalige terrein van de oude Alexanderkazerne, waar het plein zijn naam aan heeft ontleend.